# Schildum
Schildum of Schelum (Fries: Skyldum) is een buurtschap in de gemeente Waadhoeke, in de Nederlandse provincie Friesland. De plaats ligt tussen Spannum en Winsum en bestaat uit twee boerderijen aan de Skyldumerreed en twee woningen aan de Spannumerdijk binnen het dorpsgebied van Winsum.

## Geschiedenis
Schildum is ontstaan op een terp die stamt uit de midden ijzertijd, ergens tussen 500 tot 250 jaar voor de start van de christelijke jaartelling. In de jaren 70 van de twintigste eeuw werden bij terponderzoeken  middeleeuwse en laat-middeleeuwse voorwerpen gevonden, zoals bolpotaardewerk, Siegburg-aardewerk, een grote benen naald en een kievitsfopei.
De plaats werd onder andere vermeld als Schyldum in 1453, als Schildum in 1511 en als Schelum in 1718. Die laatste spelling werd tot in de 20e eeuw vrij standaard gebruikt in het Nederlands. Aan het eind van deze eeuw verschijnt de spelling Schildum weer. Deze naam werd uiteindelijk naast de Friese spelling opgenomen in het kadaster. De plaatsnaam zou mogelijk verwijzen naar een woonplaats (heem/um) van de persoon Schelte, afkomstig van schild met de betekenis ‘bescherming’.
Steden, dorpen en gehuchten: Achlum · Baijum · Beetgum · Beetgumermolen · Berlikum · Blessum · Boer · Boksum · Deinum · Dongjum · Dronrijp · Engelum · Firdgum · Franeker · Herbaijum · Hitzum · Klooster-Lidlum · Marssum · Menaldum · Minnertsga · Nij Altoenae · Oosterbierum · Oude Leije (klein deel) · Oudebildtzijl · Peins · Pietersbierum · Ried · Ritsumazijl · Schalsum · Schingen · Sexbierum · Sint Annaparochie · Sint Jacobiparochie · Slappeterp · Spannum · Tzum · Tzummarum · Vrouwenparochie · Welsrijp · Westhoek · Wier · Winsum · Zweins

Buurtschappen: Arkens · Bonkwerd · De Vlaren · Dijkshoek · Doijum · Fatum · Hatsum · Het Hooghout · Kie · Kiesterzijl · Kingmatille · Klooster Anjum · Koehool · Laakwerd · Lutjelollum · Miedum · Nieuwebildtzijl · Oosterend · Oosthoek · Rewerd (deels) · Roptazijl (deels) · Salverd · Schildum · Sopsum · Stad Niks · Tolsum · Tritzum · Tjeppenboer · Vrouwbuurtstermolen (deels) ·  Weakens · Westerend · Zwarte Haan

Voormalige buurtschappen:Barrum · De Kampen · De Poelen · Dijksterhuizen · Franjumerburen · Holprijp · Koum · Langwerd · Teetlum · Memerd · War 

Friesland: Steden en dorpen      Nederland: Provincies · Gemeenten